# Liste der Kulturdenkmale in Wakendorf I
In der Liste der Kulturdenkmale in Wakendorf I sind alle Kulturdenkmale der schleswig-holsteinischen Gemeinde Wakendorf I (Kreis Segeberg) aufgelistet (Stand: 10. März 2025).

## Legende
In den Spalten befinden sich folgende Informationen:
- Objekt-ID: die Nummer des Kulturdenkmales
- Lage: die Adresse des Kulturdenkmales und die geographischen Koordinaten. Kartenansicht, um Koordinaten zu setzen. In der Kartenansicht sind Kulturdenkmale ohne Koordinaten mit einem roten Marker dargestellt und können in der Karte gesetzt werden. Kulturdenkmale ohne Bild sind mit einem blauen Marker gekennzeichnet, Kulturdenkmale mit Bild mit einem grünen Marker.
- Offizielle Bezeichnung: Bezeichnung des Kulturdenkmales
- Beschreibung: die Beschreibung des Kulturdenkmales
- Bild: ein Bild des Kulturdenkmales

## Bauliche Anlagen
| Objekt-ID | Lage                                          | Offizielle Bezeichnung       | Beschreibung | Bild |
| --------- | --------------------------------------------- | ---------------------------- | --- | ---- |
| 44693     | Am Ehrenmal (53° 51′ 52″ N, 10° 21′ 24″ O)    | Ehrenmalanlage               | Ehrenmalanlage; 1871 bis 1957; kleine Anlage mit Friedenseiche (1871), zwei Ehrenmalen für die Gefallenen der beiden Weltkriege (1921, 1957) und Einfriedung - Begründung: geschichtlich, städtebaulich - Schutzumfang: Ehrenmalanlage, Friedenseiche, Ehrenmal für die Gefallenen des Ersten Weltkriegs, Ehrenmal für die Gefallenen des Zweiten Weltkrieges, Einfriedung - Denkmaltyp: Bauliche Anlage | BW   |
| 51965     | Hauptstraße 10 (53° 51′ 52″ N, 10° 21′ 32″ O) | Wohn- und Wirtschaftsgebäude | Wohn- und Wirtschaftsgebäude; 1912; stattliches, zweigeschossiges Haupthaus einer Hofanlage mit Seitenrisalit und Satteldach, repräsentativ gestalteter Wohnteil - Begründung: geschichtlich, städtebaulich - Schutzumfang: gesamtes Objekt - Denkmaltyp: Bauliche Anlage | BW   |
| 10790     | Hauptstraße 11 (53° 51′ 54″ N, 10° 21′ 27″ O) | Wohn- und Wirtschaftsgebäude | Wohn- und Wirtschaftsgebäude; um 1840; eingeschossiger, giebelständiger Fachwerkbau mit reetgedecktem Halbwalmdach - Begründung: geschichtlich, städtebaulich, Kulturlandschaft prägend - Schutzumfang: gesamtes Objekt - Denkmaltyp: Bauliche Anlage | BW   |

## Quelle
- Liste der Kulturdenkmale in Schleswig-Holstein – Kreis Segeberg

- Karte mit allen Koordinaten:
- OSM |
- WikiMap